# گری گنسلر
گری گنسلر (انگلیسی: Gary Gensler؛ زادهٔ ۱۸ اکتبر ۱۹۵۷) یک سیاستمدار اهل ایالات متحده آمریکا است.

##### رئیس کمیسیون بورس و اوراق بهادار آمریکاتأیید شد.
گری گنسلر که گزینه انتخابی بایدن برای ریاست کمیسیون بورس و اوراق بهادار آمریکا بود در سال ۲۰۲۱ توانست رای اعتماد سنای این کشور را به دست آورد و به عنوان سی و یکمین رئیس این کمیسیون انتخاب شود.